# 福建省福州第八中学
福建省福州第八中学（英語：Fuzhou No.8 middle school），简称「福州第八中学」、「福州八中」，1853年11月25日創立於福建省福州府，本部位于福州市台江区:539，坐落在吉祥山麓，西邻八一七路。其三江口校区位于仓山区城门镇下洋村。该中学是福建省一级达标学校，福州市属省重点中学:146，曾被福建省教育厅确认为首批福建省“示范性普通高中”。

## 校史沿革

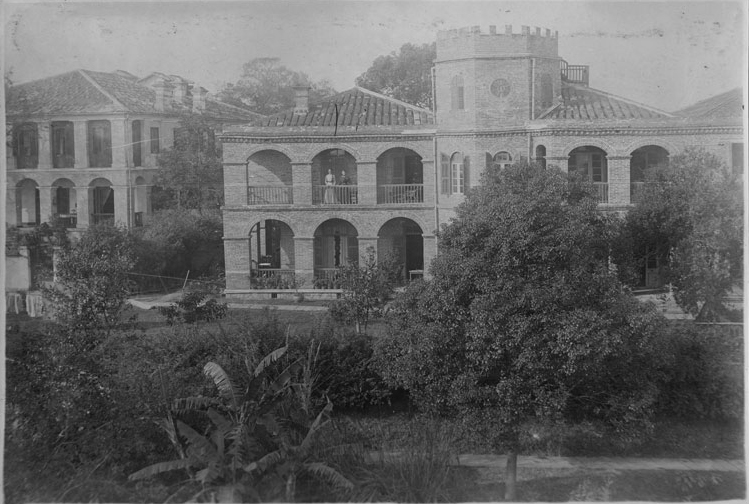
文山女子学校的旧照，约摄于西元1911至1913年间

福州第八中学的校史，可以追溯到美部会妇女学校。这所学校由基督教公理会创建于清咸丰三年（西元1853年），创办人是卢公明，美国人。早期学校主管者称为“主理”，教会派遣美籍女传教士担任此职。在卢公明之后，三任主理为唐意雅、宋蔼之、岑崇淑。1894年增设保福山女书院，其性质属于中等学校。1918年改名文山女子学校，分设小学、初中二部。:146在1927年，校内发生“收回教育权”运动。随后该校移交中华基督教会闽中协会管理，由中国人任校长。校长先后为黄文玉、孙淑贞、王秀贞。三位校长都曾留学美国。其中，黄氏与王氏都曾是文山女中的学生。也在1927年，小学部迁出，中学部改名私立文山女子中学。日本侵华时，该校曾经内迁至永泰，複迁邵武。日军败退之后，即在1945年，迁回原址。:146“文山楼”是文山女中时期的标志性建筑，后于1998年拆除。该校学生也有“文山学子”的自称。
1952年，福州市政府委派人员，接管文山女中。又接收私立开智中学、榕工中学部分师生，组建福州第八中学:146。1958年确定为福州市重点中学。二年后被评为全国教育系统先进单位，时任校党支部书记张俊赴京出席全国文化、教育、卫生系统群英大会。
1968年11月5日，福州首批工宣队进驻包括福州第八中学在内的五个单位。文化大革命结束后，于1978年成为福建省教育战线先进单位。两年后成为首批办好的17所重点中学之一。1995年评选为福建省普通中学一级达标学校。

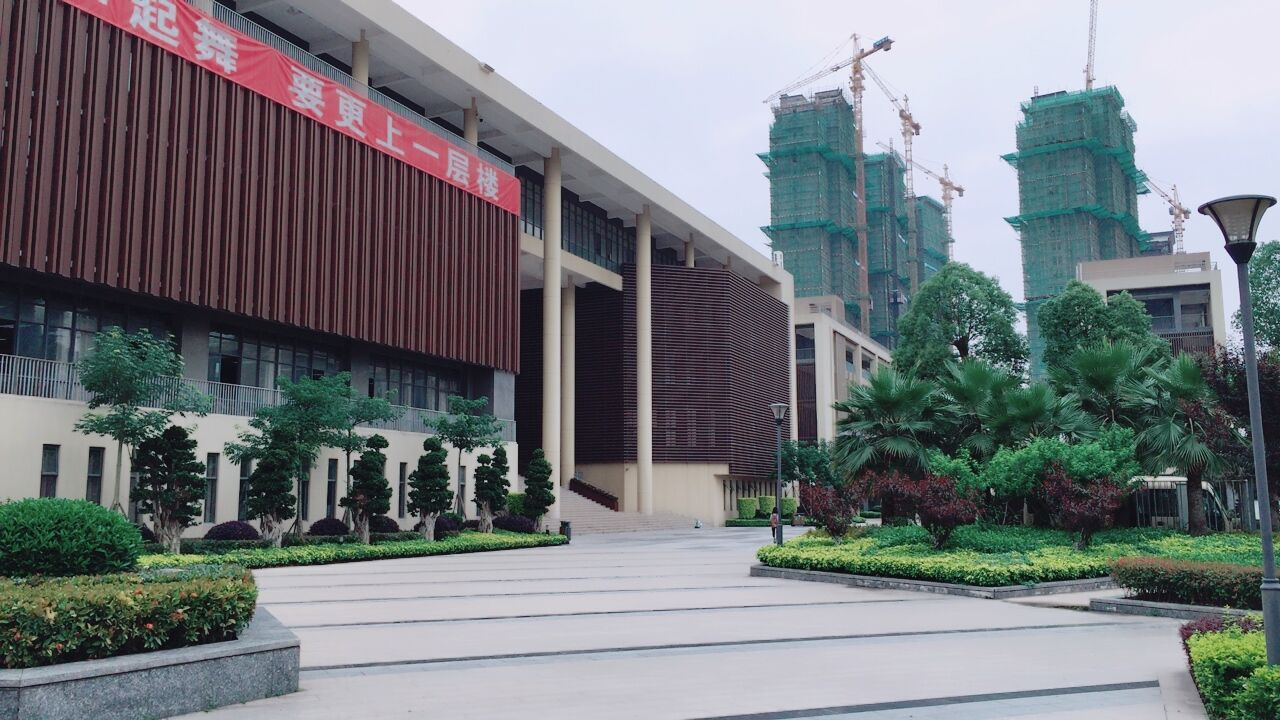
三江口校区科技楼与教学楼

由于中考招生中填写八中为第一志愿的学生常年过多，加之校园占地小、教师群体多年不变而少有新鲜血液，2013年担任校长的陈炜认为这制约了八中发展，在同年主持接管并成立了三江口校区。三江口、吉祥山平分高一生名额，此后逐渐将高中部搬至三江口。同年在吉祥山校区复办了初中部。

## 教育情况
1989年，该校教职工258人，其中126人专任教师，4人为特级教师，57人为高级教师；教学班共37个，1830人在校:146。2003年9月，福州第八中学扩大高中招生规模:540。2015年，该校有教师154人，其中高级教师48人，特级教师10人。有在校学生1700人。
至于高中生源情况，八中除通过通常的中考招生程序招生，也通过自主招生招收上百名学生，并对这些学生提前设置初高中衔接课程。并设置两次实验班的遴选。第一次考试只针对自主招生学生，选前五十名进入科技创新班；第二次则针对自主招生及中考招生学生，取前五十名进入理科实验班。
1998年福州第八中学展开选课制、走班制、学分制改革。后为配合福建省高考改革，实施对不同学生分层次的教学，并配套地推行学分制管理。无论必修、选修课，学期考试合格，即得相应学分，并允许学生跨期跨级接受选修课程。规定高中三年须修满必修课149学分、选修课20学分、活动课15学分。若修满学分并获省级奥赛前三名的学生，可提前毕业。同时该校高一年段开设20门选修课、22门活动课，高二开设22门选修课、24门活动课，供学生自由选择。2014年10月，开设博雅课程体系。在课程安排上，分三阶段：开设体育、音乐、美术、社团等拓展课程，开设实验、讲座、阅读等选修课程，开设金融素养、国际理解、创意创新课程。

## 学园文化
该校自1986年起，每年举办科技节、艺术节:147。2014年，校内有33家社团。在2016年，该校举办了第47届运动会。三江口校区成立后，在校区内举办校园狂欢节，至2016年已办第4届。
该校校训为“志存高远，笃行勤学”。设定校风为“团结，苦干，向上”，教风“严谨，生动，善导”，学风“勤奋，生动，求实”。

## 校外交流
2006年，福州第八中学与澳大利亚塔斯马尼亚州霍巴特学院合作，设立“中澳课程实验班”。2011年6月，澳国塔州经济发展部长大卫·奥伯恩一行就福州八中，交流中澳合作办学。2013年，与美国佛蒙特州林顿学术高中办“中美课程实验班”。

## 附属机构

### 三江口校区
福州第八中学三江口校区在2012年正式成立，最初向本部请愿，但无人愿意，所以在2013年9月7日才正式开放。按封闭式寄宿制管理。校区教职员工一百余人。占地面积130亩，建筑面积8.6万平方米。建筑物以黄色、棕色为主。有三栋教学楼，每栋有五层，教室共计七十间。每间教室皆设洗手池。楼中除标准教室外，也有大型教室，用来上公开课。因教室数量充足，另设置小间讨论室、科学研究实验室。每间科研实验室可供六至七名学生小组讨论。高中部三个年段，每栋楼各给一个年段使用。教学楼裙楼有讨论室、活动室，其平台有平台生物园。此外，福州八中通过通报批评的手段强制要求学生穿着校服与留运动头。
教学楼外，有图书馆、体育馆。校图书馆有四层，带网络中心、电子阅览中心、学生体验中心、学生阅读区等诸空间。图书馆楼第三层将设二百张电子阅览席。馆第二、三、四层均有学术报告厅。此外馆内有国际会议中心。图书馆每层走廊处为“校园客厅”，设回廊、咖啡座椅等，供学生休闲、交流学习。馆楼内有小小航空航海博物馆。图书馆楼旁，有“三江论坛”、琴房，皆设于2014年12月。体育馆占地8600平方米，三层。其中最大场馆的最低处挑高24米，最高处挑高28米，分上下两层看台，设约1700席。一层看台地面铺设实木地板，场地置移动伸缩椅，平时作篮球场，大型集会时以为礼堂。馆配置一百八十平方米的高清发光二极管屏幕。馆有艺术体操室、瑜伽室、舞蹈室等。馆有室内游泳场，五个泳道，每道长二十五米。室外运动场所则是四百米塑胶跑道、足球场、篮球场等。室外篮球场共六个，其地面为悬浮式，有弹性，既保持地面稳定，又便于脱水。

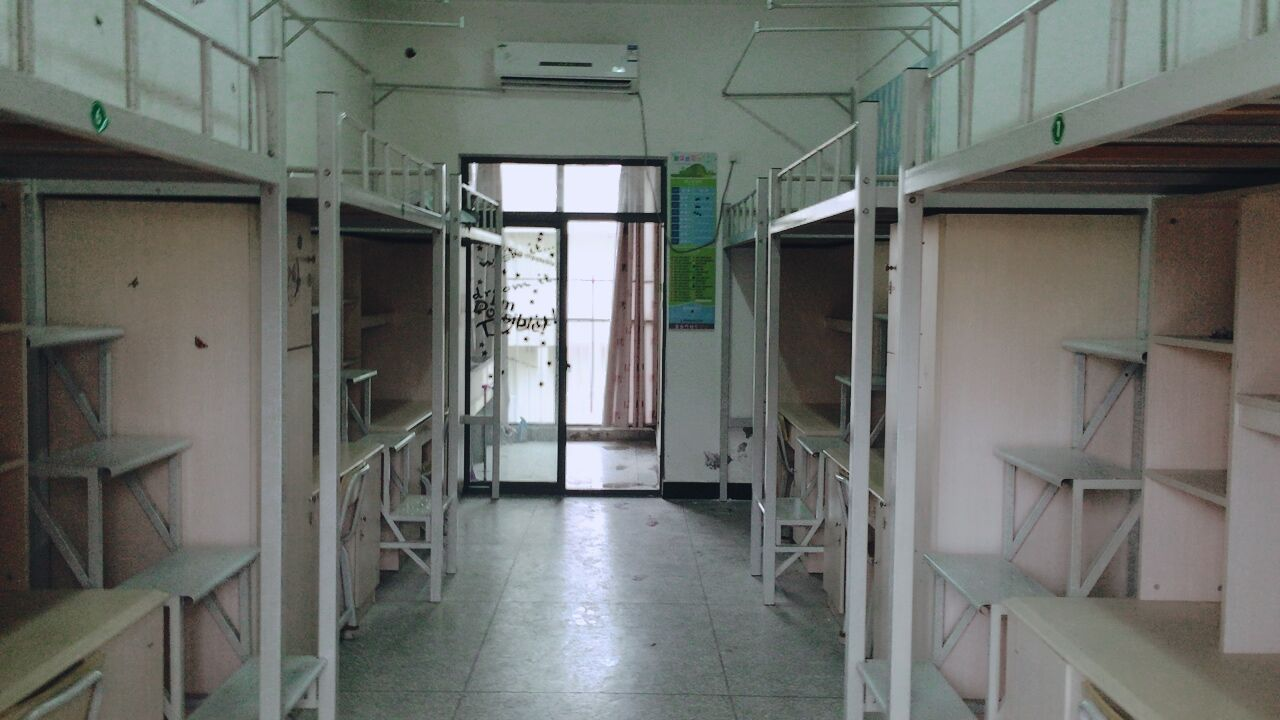
三江口校区宿舍内部陈设

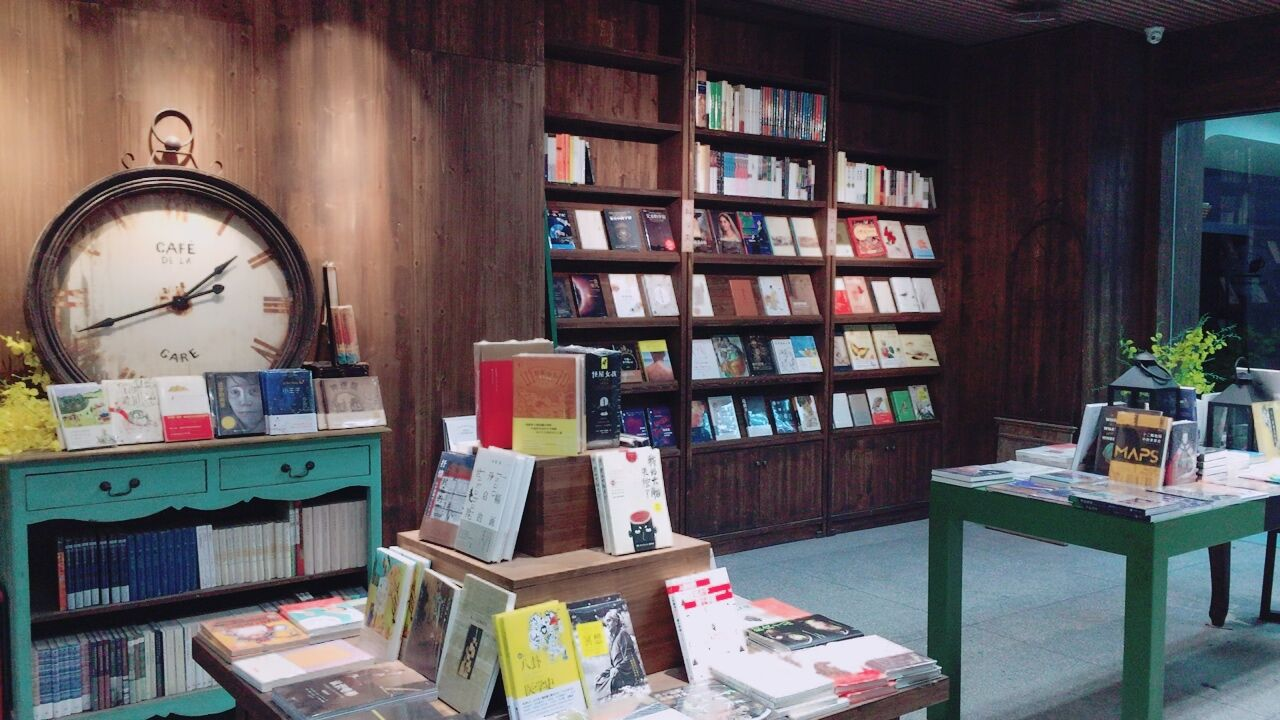
福建教育出版社大梦书屋八中店，该店重点引入闽版图书、本土文化读物

学生宿舍楼共五栋，计容2200人，楼间建桥连接。每间宿舍约三十平方米，六人间，装配电扇、空气调节器、热水器，一般设阳台、淋浴间、卫生间，有洗衣台。至于室内学习、休息施设，则床桌一体，上床下桌，床宽2.1米。宿舍楼每层有公共淋浴间、开水房等。五栋宿舍楼中，三栋在校区成立时即使用，两栋在2014年建成。学生一般作息时间为：上午6:20起床，6:20-6:50洗漱并整理内务，7:00前离开宿舍就食堂用餐，12:45-13:30午休，13:30-16:30上课，16:30后为博雅课程。22:30前须回寝室，按规定不得外出。校区有宿舍管理委员会，由一名校级领导，数名学校德育处老师、生活辅导老师和数名学生代表组成。宿舍区旁有三层食堂，第一、二层分为上下两食堂，为学生提供各类饮食，第三层为教工食堂。校设生活超市和文化用品超市。
校区内种植两排樟树，以体现八中历史特色。学校每周五、周天开通接送班车，往返于三江口与吉祥山校区间。
该校区2010年11月动工，曾计划建设为福州三江口高级中学。校区设计团队来自福建省建筑设计研究院。2013年4月，福州市教育局宣布该校由八中承办，成为其三江口校区。同时拨给自主招生名额，放宽考生报考限制，并抽调师资。9月12日，校区揭牌，首批新生近600人就学。

### 吉祥山校區
1998年，福州第八中學初高中學校分設，初中部停辦。

2013年，福州第八中學入主福州三江口高級中學，復辦初中部，並將初中部設在舊有的吉祥山校區，高中部遷往三江口校區，成為完全中學。

### 鼇峯學校
2002年4月17日，福州市人民政府批准福州第八中學成立獨立的初级中学——「福州八中鼇峯初級中學」。同年9月2日，學校正式成立並開學。学校直属台江区教育局，由福州八中委派常务副校长、中层干部和骨干教师进行管理和教育教学工作。
2015年时，有教工24人，在校学生300余人。
2017年9月由福州市第三十四中学接管，加掛「福州市第三十四中学」牌子。
2020年9月，福州八中鼇峯初级中学與於1993年成立的福州市第三十八中學合併成立「福州鼇峯學校」，遷入新校址。

### 私立中學
此外，私立的福州华伦中学一度由福州第八中学承办:540。

### 其他機構
福州第八中学還曾拥有附属化工厂，位于福州市八一七中路。还曾有校办自动补偿器厂、电声仪器厂:147。